# Salvinia molesta
Salvinia molesta — вид водних папоротеподібних рослин родини сальвінієвих (Salviniaceae). У побуті трапляються назви сальвінія велетенська, карибський бур'ян.

## Поширення
Батьківщиною Salvinia molesta є південно-східна частина Бразилії. Звідси вид поширився у тропічних і субтропічних регіонах по всьому світі. Рослина поширилася в Південній Америці, на Карибах, в США, Африці, Південній Європі (Іспанія, Франція, Італія), Південно-Східній Азії, Австралії, на Гаваях. Для боротьби з бур'яном використовуються довгоносики виду Cyrtobagous salviniae.

## Опис
Водна рослина, яка вільно плаває на поверхні водойм, не прикріплюючись до дна. Листя в діамерті 5-40 мм з щетинками, гідрофобне, зібране в тричленні мутовки: дві знаходяться на поверхні, третя — під водою. Розмножується спорами. В ідеальних умовах товщина покриву рослиною води може досягати 90 сантиметрів, а його маса досягати 8,9 кг на 1 м². Росте у прісних стоячих або повільних водоймах: озерах, ставках, канавах, старицях. Salvinia molesta добре переносить зневоднення, віддає перевагу помірним температурам, але здатна витримати низькі і високі. Рослина дуже швидко розмножується.